# A magyar labdarúgó-válogatott mérkőzései 1948-ban
A magyar labdarúgó-válogatottnak 1948-ban kilenc találkozója volt. Három találkozó az Európa Kupa keretében, öt pedig Balkán-bajnokság-mérkőzés volt, egyetlen barátságos találkozó a „sógorok” ellen volt. Május 23-án két mérkőzést vívott a magyar válogatott, Csehszlovákia ellen Budapesten nyert az A-csapat, Albániában a B-csapat döntetlent ért el.
Három év sikeres kapitányság után Gallowich Tibor a Románia elleni 9–0-val búcsúzott, a további három meccsen „Válogató bizottság” irányította a csapatot.
Szövetségi kapitány:
- Gallowich Tibor 258–262.
- Válogató bizottság: Sebes Gusztáv, Kléber Gábor, Mandik Béla. 263–266.

## Eredmények
| 258. mérkőzés 1948. április 22. Európa-kupa | Magyarország                                               | 7 – 4             | Svájc                                        | Üllői út, Budapest Nézőszám: 32 000 Játékvezető: Karl Czerny (AUT) |
| 258. mérkőzés 1948. április 22. Európa-kupa | Puskás 1' 88' Deák 36' 76' Gőcze 42' Egresi 74' Szusza 86' | (3 – 3) Részletek | Lusenti 5' Amadò 30' Maillard 31' Tamini 87' | Üllői út, Budapest Nézőszám: 32 000 Játékvezető: Karl Czerny (AUT) |

| 259. mérkőzés 1948. május 2. Európa-kupa | Ausztria                                           | 3 – 2             | Magyarország        | Práter-stadion, Bécs Nézőszám: 65 000 Játékvezető: Jaroslav Vlček (TCH) |
| 259. mérkőzés 1948. május 2. Európa-kupa | Melchior I 24' Wagner 67' (11-esből) Körnek II 84' | (1 – 1) Részletek | Szusza 16' Deák 48' | Práter-stadion, Bécs Nézőszám: 65 000 Játékvezető: Jaroslav Vlček (TCH) |

| 260. mérkőzés 1948. május 23. Európa-kupa | Magyarország        | 2 – 1             | Csehszlovákia | Üllői út, Budapest Nézőszám: 37 000 Játékvezető: Marijan Matančić (YUG) |
| 260. mérkőzés 1948. május 23. Európa-kupa | Egresi 16' Deák 73' | (1 – 0) Részletek | Subert 81'    | Üllői út, Budapest Nézőszám: 37 000 Játékvezető: Marijan Matančić (YUG) |

| 261. mérkőzés 1948. május 23. Balkán-bajnokság | Albánia   | 0 – 0 | Magyarország | Qernal Stafa-stadion, Tirana Nézőszám: 35 000 Játékvezető: Leo Lemešić (YUG) |
| 261. mérkőzés 1948. május 23. Balkán-bajnokság | Részletek |       |              | Qernal Stafa-stadion, Tirana Nézőszám: 35 000 Játékvezető: Leo Lemešić (YUG) |

| 262. mérkőzés 1948. június 6. Balkán-bajnokság | Magyarország                                                      | 9 – 0             | Románia | Megyeri út, Újpest Nézőszám: 45 000 Játékvezető: Petrović Mlinarić (YUG) |
| 262. mérkőzés 1948. június 6. Balkán-bajnokság | Mészáros 30' 46' Egresi 43' 60' 71' Puskás 57' 87' Kocsis 66' 84' | (2 – 0) Részletek |         | Megyeri út, Újpest Nézőszám: 45 000 Játékvezető: Petrović Mlinarić (YUG) |

| 263. mérkőzés 1948. szeptember 19. Balkán-bajnokság | Lengyelország         | 2 – 6             | Magyarország                                                  | Varsó Nézőszám: 40 000 Játékvezető: Jaroslav Vlček (TCH) |
| 263. mérkőzés 1948. szeptember 19. Balkán-bajnokság | Kohut 35' Cieslik 66' | (1 – 3) Részletek | Bozsik 19' Hidegkuti 25' 82' Szusza 30' Deák 67' Tóth III 68' | Varsó Nézőszám: 40 000 Játékvezető: Jaroslav Vlček (TCH) |

| 264. mérkőzés 1948. október 3. | Magyarország        | 2 – 1             | Ausztria       | Megyeri út, Újpest Nézőszám: 30 000 Játékvezető: Jaroslav Vlček (TCH) |
| 264. mérkőzés 1948. október 3. | Deák 16' Szusza 31' | (2 – 1) Részletek | Melchior I 42' | Megyeri út, Újpest Nézőszám: 30 000 Játékvezető: Jaroslav Vlček (TCH) |

| 265. mérkőzés 1948. október 24. Balkán-bajnokság | Románia        | 1 – 5             | Magyarország                    | Köztársasági-stadion, Bukarest Nézőszám: 48 000 Játékvezető: Jaroslav Vlček (TCH) |
| 265. mérkőzés 1948. október 24. Balkán-bajnokság | Pecsovszky 77' | (0 – 1) Részletek | Puskás 44' 63' 84' Deák 50' 68' | Köztársasági-stadion, Bukarest Nézőszám: 48 000 Játékvezető: Jaroslav Vlček (TCH) |

| 266. mérkőzés 1948. november 7. Balkán-bajnokság | Bulgária    | 1 – 0             | Magyarország | Junak stadion, Szófia Nézőszám: 38 000 Játékvezető: Constantin Iliescu (ROM) |
| 266. mérkőzés 1948. november 7. Balkán-bajnokság | Milanov 15' | (1 – 0) Részletek |              | Junak stadion, Szófia Nézőszám: 38 000 Játékvezető: Constantin Iliescu (ROM) |